# أليكس كيد: ذا لوست ستارز
أليكس كيد: ذا لوست ستارز (بالإنجليزية: Alex Kidd: The Lost Stars)‏ (باليابانية: アレックスキッド ザ・ロストスターズ) ، هي لعبة إلكترونية صدرت شركة سيجا عام 1986م لنظام آركيد، وفي عام 1988م تمت إضافتها لنظام سيجا ماستر سيستم، وفي عام 2009م أضافت فريتشول كونسول بعدما تمكنت من الترخيص والتي أنتجها شركة سيجا.

## وصلات خارجية
- Alex Kidd: The Lost Stars - Retrogamefix.com SMS review
- أليكس كيد: ذا لوست ستارز على موقع القائمة القاتلة لألعاب الفيديو
- أليكس كيد: ذا لوست ستارز على موبي غيمز
- أليكس كيد: ذا لوست ستارز على موقع غيم فاكس
- Alex Kidd: The Lost Stars at Arcade-History
- Alex Kidd: The Lost Stars at Hardcore Gaming 101